# Johann Carl Gittermann
Johann Carl Gittermann (* 30. Oktober 1816 in Dornum; † 18. März 1892 in Leer) war ein liberaler Politiker sowie Theologe, Rektor der Lateinschule Esens und später Navigationsvorschullehrer. Laut Rudolf Eucken war er ein „sehr entschiedener Vorkämpfer Preußens und der deutschen Einheit“.

## Leben
Seine Eltern waren Rudolph Christoph Gittermann und dessen Ehefrau Eleonore Charlotte Biermann. Sein Vater war Pastor in Eggelingen, wo er auch seine Jugend verbrachte. Er besuchte das Gymnasium in Jever und dann das in Aurich, wo Rudolf von Jhering sein Mitschüler wurde. Nach seinem Abschluss ging er 1837 auf die Universität Göttingen, um Theologie und Geschichte zu studieren. In seiner Studentenzeit musste er sich wegen Burschenschaftlicher Tendenzen vor dem Universitätsgericht verantworten. Als Theologe wurde er von Georg Wilhelm Friedrich Hegel (1770–1831) und dessen Schüler Ludwig Feuerbach (1804–1872) beeinflusst. Er wollte deren liberale Gedanken mit der Theologie in Einklang bringen, was ihn in Gegensatz zur Landeskirche brachte.
Nach seinem guten Examen drängte ihn seine Professoren eine Hochschullaufbahn einzuschlagen, doch er wollte lieber Nachfolger seines Vaters in Eggelingen werden. Die Eggelinger hatte er wohl auf seiner Seite, aber er wurde nicht zur Wahl zugelassen. So war er ohne Anstellung, als sein Vater am 8. Mai 1848 starb. Im Oktober 1848 erhielt er das Angebot, Rektor der Lateinschule in Esens zu werden. Er bekleidete das Amt bis 1872. Im November 1848 heiratete er und wurde bereits am 25. Januar 1849 Präsident des Bürgervereins in Esens, während in Europa zahlreiche Revolutionen ausbrachen.
Der Verein regelte die auf Veranlassung der Regierung gebildete Bürgerwehr und die Unterstützung der Armen. Er war auch Vertreter Esens in der Ostfriesischen Landschaft. Diese machte am 10. Mai 1849 den vergeblichen Versuch, Ostfriesland als reichsunmittelbar zu erklären. Am 19. Mai wurde die Bürgerwehr aufgelöst. Am nächsten Tag hielt er eine öffentliche Rede in Esens, wo er darauf hinwies, dass die Regierungen eine Verfassung zugesagt hätten und dies nicht geschehen sei. Er wurde daraufhin wegen Hetze und Majestätsbeleidigung angeklagt. Sein Anwalt (und Vetter) Jelto Gittermann konnte aber zeigen, dass er nichts gegen den König gesagt hatte. So wurde er am 5. Februar 1850 nur wegen Verletzung des Amtsehre zu vier Wochen Haft verurteilt. Er ging in Berufung, da weder die Regierung in Hannover noch ein hannoverscher Beamter in seiner Rede erwähnt wurden. Dennoch wurde das Urteil am 17. Juni 1850 in zweiter Instanz bestätigt und so meldete er sich am 29. Juli 1850 (während der Großen Ferien) zum Strafvollzug in Hildesheim. Nach Verbüßen seiner Strafe reiste er zurück und wurde mit großen Fahnenschmuck in Esens empfangen, eine Delegation überreichte ihm einen silbernen Ehrenbecher. Auch war ihm die Predigterlaubnis entzogen worden, was aber nach einer Unterschriftenaktion revidiert wurde. Seine Predigten waren so beliebt, dass sie veröffentlicht wurden. Seine liberalen Ansichten erzeugten Widerspruch bei den konservativen ostfriesischen Predigern. Ferner war er im einflussreichen Protestantenverein von Seriem aktiv. Er veröffentlichte viele Artikel, die in zahlreichen Disziplinaruntersuchungen endeten, wo er Verweise oder Geldbußen erhielt.
Im Jahr 1867 wurde er von der nationalliberalen Partei als Kandidat für den Landtag aufgestellt, wurde aber knapp vom konservativen Kandidaten geschlagen.
Im Jahr 1870 hatte er den Bogen überspannt und er wurde als Rektor entlassen. Der Prozess zog sich bis 1874 hin. Im August 1874 übernahm er eine Lehrstelle an der Navigationsvorschule in Leer. Auch dort war er schnell aktiv. Er wurde 1876 Mitglied im Verein junger Kaufleute und bereits 1877 Ehrenmitglied. Am 31. Dezember 1884 ging er in Pension, Vorträge hielt er aber noch bis 1886. Er starb im Jahr 1892.
Ihm zu Ehren wurde in Esens eine Carl-Gittermann-Schule gegründet, außerdem gibt es eine Carl-Gittermann-Straße.

## Familie
Er heiratete am 26. November 1848 Friedericke Margarethe von Nuys († 1853). Sie war die Tochter des Weinhändlers und Senators Friedrich Ulrich von Nuys (* 16. Dezember 1783; † 5. April 1850). Dem Paar wurde eine Tochter geboren.
Nach dem Tod seiner ersten Frau heiratete er 1854 erneut. Seine Braut war Sophie Gramberg (* 20. Dezember 1823) aus Züllichau, Tochter des Gymnasialprofessors Carl Peter Wilhelm Gramberg. Dem Paar wurden zwei Söhne geboren, die als Kaufleute nach Odessa gingen.

## Werk
Zu den Veröffentlichungen von Carl Gittermann gehören:
- Predigten aus dem Geist der Zeit, 1850.
- Der kleine Ostfriese. Karte u. Beschreibung des Fürstenthums Ostfriesland, 1855 (Überarbeitung).
- Wer ist Christus? (Weihnachtspredigt 1864).
- Abwehr der Angriffe des Ostfriesischen Sonntagsboten auf mich und meine Predigt: „Wer ist Christus?“, 1865.
- Luther, das Ketzergericht in Esens und die Bibel. Ein Vortrag im Seriemer Protestantenverein zu Grossholum am Reformationsfeste 1869.
- Urkundliche Darstellung meiner Amtsentsetzung, 1873.
- Der geographische Kreislauf des deutschen Kaiserthums, 1878 (Vorträge).